# Маккхали Госала
Маккхали Госала (Пали; БГС: Маскарин Гошала, Маскарипутра; Джайнский Пракрит: Госала Макхалипутта, Мантхалипутра Гошалак, Маккади, Масаяри) — древнеиндийский учитель шраман. По одной датировке родился в 484 году до н. э. Он был современником Сиддхартхи Гаутамы, основателя Буддизма, и Джины Махавиры, последнего из 24-х Тиртханкаров Джайнизма. По джайнским сведениям он был старше Махавиры, который пережил Госалу на 16,5 лет.

## Ранние годы
Согласно Бхагавати сутре Госала жил в деревне Саравана, что означает 'заросли камыша':37. Его мать именована 'Бхадда', это часто встречающиеся имя для женских персонажей в джайнских писаниях. Его отца звали Манкхали:35–36. Отец Госалы был манкха:35, судя по сведениям Брихаткальпа-бхашьи манкхали бродили по окрестностям и показывали людям картины (на божественные темы), некоторые из них также пели гимны или рассказывали о изображаемом. Подобные люди есть в Бихаре до сих пор.
Имя 'Госала' означает 'навес для коров', и Бхагавати и Буддхагоса утверждают, что Маккхали родился в коровнике одного брахмана и был так назван именно поэтому. Другое жильё его родители не могли найти:36. Бхагавати сутра говорит, что он стал манкхой, унаследовав профессию отца. Тем не менее, Буддхагоса утверждает, что Госала был рабом с рождения, и стал шраманом когда бежал от своего разгневанного хозяина, поскольку хозяин сорвал одежду с Госалы, когда он бежал, он вынужденно стал «нагим аскетом»:37. Рождение в бедности могло быть выдумано буддистами и джайнами, чтобы принизить род своего конкурента, хотя может отражать и реальные факты биографии:38.
Настоящее имя философа было «Маскарин», но на джайнском пракрите его называли Манкхали, а на пали — Маккхали. «Маскарин» в соответствии с Панини (VI.i.154) означает «тот, кто несёт бамбуковый посох» (маскара). Маскарин также был известен как Экадандин. В соответствии с Патанджали (Mahābhāsya iii.96), это имя указывает на школы бродячих отшельников, которые звались маскарины, не потому, что они носили бамбуковые посохи, но поскольку они учили «не совершай действий, не совершай действий, полный (одинокий) покой желателен нам». Маскарины были фаталистами и детерминистами.

## Маккхали Госала иМахавира
Бхагавати сутра утверждает, что на третьем году проповеди Махавиры Маккхали увидел в Раджагирхе джайнов и стал его учеником. Они странствовали вместе 6 лет:40. При этом он был значительно старше Махавиры по возрасту. Комментарии к джайнской Авасьяка сутре (Avasyaka) добавляет некоторые детали, многие из которых говорят, что Госала был плохим учеником:41–45. Несколько раз Махавира предсказывал определённые события, а Маккхали пытался предотвратить их наступление. Вероятно, это эпизоды были введены для объяснения фатализма Госалы:40. Может быть, что некоторые из этих историй были и в каноне адживиков, но после были взяты джайнами и подверглись искажению:46.
Также из адживиков может быть заимствован эпизод в Бхагавати сутре, где Махавира объясняет параллель между ним и Госалой:48–49. Найдя сезам на обочине, Маккхали спрашивает Махавиру, какая судьба ждёт растение и его семя. Махавира сказал, что растение даст фрукты и из него родятся новые деревья. Ночью Госала вырвал растение, чтобы показать Махавире его неправоту. Вырванное растение полил внезапный дождь и его корни снова выросли (вариант: корова копытами вернула растение на место). Утром, Госала привёл Махавиру на место, чтобы показать ему мёртвое растение и нашёл его зацветшим и давшим семена. Тогда Госала решил, что все живые существа могут возрождаться, также как и это растение, и сделал это положение частью своего учения:48–49. Махавира не согласился с Маккхали, что стало началом их расхождения.
Джайны также утверждают, что Махавира спас Госалу от нападения разгневанного отшельника, использовав при этом свои магические силы. Аскет Весияяна много дней стоял с поднятыми руками, обратившись к солнцу. За время аскезы на нём поселились вши, которых он не замечал. Госала спросил у него: «ты мудрец или хозяин вшей»? После нескольких вопросов аскет хотел ударить Госалу магическим огнём, но Махавира (он находился неподалёку) остудил пламя. С тех пор Госала задался целью стать чудотворцем:49–50. Махавира согласился и показал Госале, как обрести силы. После 6-месячной медитации Маккхали обрёл магические силы и решил покинуть Махавиру и самому стать джиной.
Дигамбары придерживаются другой версии событий. Они считают, что Махавира сохранял обет молчания и кратковременно общался с Госалой (Маккади или Масаяри в дигамбарских сочинениях) только после обретения Махавирой всеведения. Маккади был монахом в общине Паршвы и хотел стать ближайшим учеником Махавиры. После неудачи он основал свою школу, уйдя из джайнизма.

## Основатель школы
Покинув Махавиру, Госала поселился в Шравасти. Он поселился у горшечника и вскоре сошёлся с его женой Халохалой. Постепенно вокруг него возникла община учеников, и он стал создавать корпус учений адживиков. Вскоре между джайнами Махавиры и адживиками Госалы стали возникать споры, поскольку каждая школа считала учителя противников «восставшим» учеником. Джайны считают, что Госала стал экспертом в астрологии (связь фатализма адживиков и созвездий) и многие люди обращались к нему за советом.
Махавира хотел ещё раз встретиться с Госалой для разрешения противоречий. Когда они встретились, Госала стал требовать, чтобы джайны стали его последователями. Он попытался испепелить двух учеников Джину и когда это у него не вышло, он хотел навести на Махавиру вредоносную магию (чтобы он умер от лихорадки), но тот вылечил себя. Госала вскоре умер в той же лавке где и жил, Махавира пережил его на 16,5 лет.

## Образ в литературе
Госала появляется в романе Гора Видала Сотворение мира (1981), действие которого происходит в V веке до н. э.. Главный герой Кир Спитама, внук Заратуштры и персидский дипломат, отправленный в Индию. В городе Матхура он встречает джайнского наставника Госалу, который объясняет ему доктрину неотвратимости судьбы и рассказывает о своих разногласиях с Махавирой.